# Mario Party 9
Mario Party 9 (マリオパーティ9?, Mario Pāti 9) è un videogioco della serie Mario Party per Wii. È stato annunciato ufficialmente all'E3 2011. È il primo videogioco della serie ad essere sviluppato da NDcube e non da Hudson Soft e l'ultimo di Mario uscito su Wii. Ci sono 80 minigiochi suddivisi in 5 categorie: tutti contro tutti, 1vs3/1vs2, Bowser Jr., boss ed extra.

## Personaggi
I personaggi giocabili sono 12, di cui 2 sbloccabili:
- Mario
- Luigi
- Principessa Peach
- Principessa Daisy
- Wario
- Waluigi
- Yoshi
- Strutzi
- Toad
- Koopa
- Tipo Timido (sbloccabile dopo aver completato la modalità 1 giocatore per una volta)
- Kamek (sbloccabile dopo aver completato la modalità 1 giocatore per una volta)

## Novità
- Non ci si muove più ognuno per conto proprio ma i giocatori si muovono a bordo di un veicolo, ad ogni turno il giocatore alla guida, detto capogruppo, lancia il dado e si avanza, il capogruppo è l'unico a subire gli effetti degli spazi a parte negli spazi particolari.
- Non si dà più la caccia alle monete e alle stelle ma alle ministelle cioè stelle che erano in cielo ma che Bowser ha catturato. Una volta sconfitto il secondo boss del tabellone chi ha più ministelle diventa la Superstar. Lungo il percorso si trovano anche antistelle che fanno perdere ministelle.
- Non ci sono più oggetti speciali ma ci sono dadi 0-1, dadi 1-3, dadi 4-6, dadi 1-10 e rallendadi.

## Modalità party
Il tipo di gioco, classico e storico che tutti i fan di questa serie conoscono. I giocatori umani, come sempre possono essere fino a 4, ma stavolta è possibile scegliere il numero di giocatori complessivo, anche 1 vs 1. Ci sono 7 tabelloni: 
1. "Il Sentiero di Toad"
2. "La Fabbrica di Bob-omba"
3. "Lo Spaventoso Castello di Boo"
4. "La Spiaggia di Calamako"
5. "La Magmaminiera"
6. "Stazione Spaziale di Bowser"
7. "Le Rovine nella Giungla di Donkey Kong"

NB: l'ultimo tabellone non è disponibile nella modalità storia, e si sblocca nel Museo con 500 punti party.

### Spazi
- Spazio verde - Non succede niente.
- Spazio blu - Consegna al capogruppo un dado speciale, i quali sono il Dado da 3 (1-3), Dado da 6 (4-6), Dado da 1 (0-1), Dado da 10 (1-10) e il "Rallendado" (gira 3 volte più lentamente). Occasionalmente, chi ci atterra sopra potrebbe ricevere una "ministella" o scatenare un minigioco.
- Spazio Buonasorte: Ci sono due casi.

Casa di Toad: Appariranno 4 carte che verranno mescolate e poi scelte 2: il bencapitato raccoglierà tali frutti. Grotta Cantante: Troverà una grotta con degli spazi ministella. Lì potrà "alloggiare"per un turno. 
- Spazio malasorte - Spedisce il malcapitato nella Grotta Velenosa. È uguale alla grotta cantante, ma invece degli spazi ministella ci sono spazi antistella!
- Spazio imprevisto - Attiva un evento sconosciuto.
- Spazio rimescola - Mischia i turni di tutti i personaggi.
- Spazio scatto - Il capogruppo ottiene il permesso di tirare ancora il dado.
- Spazio riavvolgi - Bisogna ritirare e tornare indietro.
- Spazio a sorpresa - Si gira una roulette, e verrà sorteggiato un evento vantaggioso.
- Spazio Bowser - Il malcapitato dovrà affrontare il Sorteggio Funesto con Bowser. Queste sono le opzioni:

Difendi metà delle ministelle (Il giocatore dovrà sfidare il suo avversario o i suoi avversari in un minigioco e, se batterà lo o li batterà, riceverà la metà delle ministelle dell'avversario). !ocoiginiM (Il giocatore e il suo avversario o i suoi avversari dovranno sfidarsi in un minigioco e, se perderà, riceverà un premio). Dai 10 o 5 ministelle al giocatore in coda (Il giocatore dovrà dare 5 o 10 ministelle all'ultimo, cioè quello che ha meno ministelle degli altri, se è ultimo Bowser gliele dà). 10.000 ministelle (Il giocatore riceverà 10.000 ministelle, ma Bowser non gliele dà e, molto raramente, regala al malcapitato 10 ministelle oppure gliele lascia così come sono). Perdi metà delle tue ministelle (Il malcapitato perderà la metà delle sue ministelle, ma se è ultimo Bowser gliene raddoppia il numero). Perdi tutti i dadi speciali (Bowser rimuoverà tutti i dadi speciali dei malcapitati, che farà apparire tramite delle botole, costringendoli ad usare, finché non arriveranno su uno spazio dado, il dado normale). Rivoluzione Bowser (Bowser deciderà la sorte delle ministelle)
- Spazio ministelle - Il capogruppo ottiene le ministelle indicate sullo spazio (mai più di 10)
- Spazio antistelle - Il capogruppo perde le ministelle indicate sullo spazio (mai più di 10).
- Spazio capogruppo - Si attiva un evento speciale, con un vantaggio per il capogruppo.
- Spazio scontro - Bisogna giocare un Minigioco Boss (Nella modalità Party è a scelta).
- Spazio VS -attiva un minigioco Tutti contro Tutti. La posta in palio massima è 11 ministelle.
- Spazio 1contro3/2 - Attiva un minigioco 1 contro tutti. La posta in palio massima è 6 ministelle.
- Spazio Bowser Junior - Attiva un minigioco Bowser Junior (In coppia). Sia i due cooperanti che quel Bowser Junior scommettono 5 ministelle e se vincono ricevono 5 ministelle, ma in caso contrario, perderanno 5 ministelle.
- Spazio Gara - Ci sono 2 casi.

1. Martelkoopa. Ognuno deve versare 3 ministelle, e poi in base al minigioco vengono ridistribuite.  2. Fuoco Bros. L'ultimo classificato dovrà versare agli altri 10 ministelle.
- Manca poco! - L'ultimo classificato riceve un rallendado, ma poi Bowser verrà e dirà al capogruppo: "Vuoi una tonnellata di regali?" Non conta la risposta, ma comunque Bowser invaderà il tabellone di spazi omonimi.

## Modalità minigiochi

### Scalata
Si gareggia a minigiochi e puoi scegliere tra 3, 5 o 7 vittorie per raggiungere la vetta della scala, dove c'è una grande statua d'oro del vincitore.

### Ardua scelta
Ognuno sceglie 3 tra i 5 minigiochi proposti a quale partecipare. A seconda della posizione si danno punti. Chi vince il minigioco bonus ne vince 150. Se uno è l'unico a scegliere un gioco, guadagna in automatico 100 punti.

### Contro il tempo
Un personaggio deve partecipare a 10 minigiochi nel minor tempo possibile. Ogni minigioco ha un Bonus Obiettivo: se questo si raggiunge, al giocatore vengono tolti 3 secondi.

### Giardinieri in erba
Ognuno ha un'aiuola quadrata. Verranno portati i "tasselli botanici", blocchi di terra da mettere nell'aiuola. Più si avanza nei minigiochi e più facilmente si ha un tassello più grande. Vince chi riempie l'intera aiuola.

### Il dado è tratto!
C'è una specie di piattaforma sulle nuvole dove bisogna passare sulle caselle per raccogliere punti. I minigiochi determinano l'ordine. Gli spazi perdono 10 punti (dai 30 iniziali) ogni volta che qualcuno tocchi questi o lo spazio POW. Ogni tanto l'ultimo riceverà una carica, con cui può scaraventare tutti via e poi sullo spazio POW. Vince chi arriva a 500 punti.

### Corsa allo scontro
Si affrontano una serie di minigiochi "Boss" o "Scagnozzi", a scelta. Per sbloccarlo dovete finire la modalità 1 giocatore (tutti i tabelloni tranne quello di Donkey Kong) e comprarla al museo per 500 punti party (ogni punto party equivale a 1 ministella).

## Modalità 1 giocatore (Modalità Storia)
Una sera, Mario e i suoi amici decidono di partecipare a una costellazione di ministelle che come dice il loro nome sono piccole stelle bianche che splendono nel cielo. All'improvviso il gruppo si accorge che le ministelle vengono risucchiate da un buco viola. Si scopre che dietro a tutto questo c'è Bowser che ha rubato le ministelle utilizzando una macchina simile a un aspirapolvere per risucchiarle. Infatti l'antagonista vuole utilizzare le stelle per tappezzare il suo castello e decorarlo.
Mario e i suoi amici, decidono di raggiungere il castello di Bowser per liberare le ministelle che sono racchiuse in contenitori. In questi tabelloni partecipano anche Kamek e Tipo Timido, ed entrambi giocheranno per Bowser. Infatti se uno dei due vincerà, bisognerà azzerare il tabellone e ricominciare il livello daccapo (può anche capitare che entrambi i personaggi partecipano in un tabellone, anziché avere uno solo dei due). Inoltre, alla fine verrà stilato un titolo al giocatore in base alle "ministelle" raccolte, visibile poi nella sezione record del museo. Completando la modalità si sbloccheranno 2 personaggi:
1. Tipo Timido
2. Kamek

### Il sentiero di Toad
Un percorso su monti e colline. Comprende anche un'isola a forma di 9 nella quale durante l'evento capogruppo si ottengono tante ministelle. I boss del tabellone sono Lakitu e Torcibruco.

#### Lakitu
Come nei precedenti giochi, Lakitu lancerà ai quattro protagonisti dei Koopistrici. Per colpirlo bisogna colpire i blocchi alternati che indicheranno: Koopistrice, Pallottoli Bill per 1, 2 e 3. A metà energia Lakitu tirerà Koopistrici più grandi.

#### Torcibruco
I giocatori devono colpire con uno schianto a terra i segmenti di Torcibruco mentre lui cammina. La parte rossa ha 3 punti e quella viola 1 punto. Bisognerà anche evitare le piante piranha. Se si toccano si perderà 1 punto. A metà energia "Torcibruco" diverrà tutto rosso e si metterà a correre molto velocemente.

### La Fabbrica di Bob-Omba
Qui è il luogo dove vengono create le Bob-ombe. Non appena viene raggiunto un cartello di pericolo raffigurante una Bob-omba, ne piomba una sul veicolo e fa partire un timer da 10. Ad ogni passo del veicolo il timer diminuisce di 1 e raggiunto lo 0 esplode facendo perdere metà delle ministelle al capogruppo. I boss del tabellone sono Whomp e Re Bob-Omba.

#### Womp
I giocatori si ritroveranno su una pedana a croce, triangolo o linea, di cui una gamba rivolta verso il Boss e con un segna-numeri al centro. Nel giro di 10 secondi, i giocatori dovranno decidere se muovere o no la pedana di 1/4 di giro. Dopo il giro della pedana, uno dei giocatori verrà schiacciato dal Boss, mentre gli altri avranno l'opportunità di frantumarlo a suon di schianti a terra. A metà energia deciderà il Womp manometterà la pedana e aggiungerà 1 o 2 al risultato dei giocatori.

#### Boss Bob-Omba
I giocatori si ritroveranno davanti a Re Bob-Omba e a quattro Bob-Ombe. Dovranno sceglierle usando i pulsanti sul telecomando Wii. Più grande è la Bob-Omba, più grande è il danno. In modalità due giocatori, a volte Boss "Bob-Omba"  prende un "Bob-Omba" e lo lancerà via, ma a metà energia lo lancerà sul personaggio che lo ha scelto.

### Lo Spaventoso Castello di Boo
Nel castello di Boo, i Boo escono dai quadri e si muovono nel tabellone di 3 spazi ogni turno e se raggiungono il veicolo, il capogruppo perderà metà delle sue ministelle. Ci sono, tuttavia, stanze illuminate da impedire ai Boo di accedervi. I boss del tabellone sono Tartosso e Re Boo.

#### Tartosso
Tartosso si posizionerà su delle pedane di colori e forme diverse. Ai giocatori verranno mostrate delle carte con il disegno delle pedane e il simbolo di Tartosso, poi verranno girate. Le carte pedana attaccheranno nella direzione della rispettiva figura mentre le carte Tartosso permetterà al boss di attaccare colui che ha pescato la carta. A metà energia, Tartosso mescolerà una colonna di carte.

#### Re Boo
Re Boo posizionerà davanti ai giocatori una serie di oggetti e i giocatori dovranno metterne in fila almeno tre uguali. A metà energia Re Boo ostacolerà i giocatori con dei Boo.

### La Spiaggia di Calamako
Nella spiaggia di Calamako alcuni Delfì e alcuni Sushi si muovono lungo il tabellone. Se il veicolo raggiunge un Delfì esso darà 5 ministelle al capogruppo, ma se un Sushi raggiunge il veicolo il capogruppo perderà metà delle ministelle. Se si finisce sugli spazi imprevisto, la nave dei Granchela trasformerà tutte le ministelle sul percorso in antistelle e viceversa. I boss del tabellone sono "Pesce Smack" e "Calamako".

#### Pesce Smack
I giocatori devono attaccare, con dei gusci verdi, Pesce Smack che nuota. A metà energia Pesce Smack si metterà ad attaccare.

#### Calamako
I giocatori devono bombardare Calamako con delle palle di cannone mentre lui lancia dei Ricciospini (grossi ricci di mare). A metà energia Calamako riempirà lo schermo di inchiostro.

### La Magmaminiera
Percorso che risale un vulcano dal fondo del cratere fino alla vetta. Spesso il percorso si dirama ma non sceglierà il capogruppo, ciascuno voterà la direzione e una ruota sceglierà quale giocatore decide il percorso. Nella seconda parte del livello, la lava comincerà a salire di 2 spazi in verticale ad ogni turno, ma salirà anche di più se il veicolo finirà su uno spazio lava. Se la lava raggiunge il veicolo, il capogruppo perderà metà delle proprie ministelle. I boss del tabellone sono Spunzo e Categnaccio.

#### Spunzo
Spunzo lancerà delle palle chiodate, per respingerle i giocatori dovranno scegliere un martello: quello d'oro vale tre punti, quello di ferro vale un punto e i bastoni tolgono un punto.
A metà energia il tempo per scegliere il martello diminuirà.

#### Categnaccio
I giocatori dovranno bombardare Categnaccio con dei cannoni posti in fondo a una serie di rotaie con bivi. I cannoni d'oro valgono tre punti, quelli di metallo un punto e le rotaie che conducono a Categnaccio tolgono un punto.
A metà energia le rotaie che portano a Categnaccio saranno due.

### La Stazione Spaziale di Bowser
Al centro del tabellone c'è una macchina con un certo numero di ministelle in cui, se finisce su certi spazi, le stelle aumentano, ma quando diventano 20 o più, i giocatori si sfidano ad un minigioco per aggiudicarsene una certa parte. Se si finisce su un certo spazio il capogruppo si prende tutto il montepremi. Ogni volta che le ministelle della macchina scendono a 0 ne vengono automaticamente risucchiate un certo numero. I boss del tabellone sono Bowser Jr. e Bowser. All'inizio questo tabellone è bloccato nella modalità Party e per sbloccarlo occorre completare almeno 1 volta tutti gli altri tabelloni.

#### Bowser Jr.
I giocatori dovranno lanciare un dado che in base al numero ottenuto illuminerà uno o più segmenti di una striscia numerata per tre. I segmenti azzurri valgono zero punti, i segmenti stella valgono il numero contrassegnato sopra e i segmenti Bowser Jr. tolgono punti in base al numero ottenuto dal dado di Bowser Jr. A metà energia aggiungerà due segmenti Bowser Jr. alla striscia. Alla fine non ci sarà più quando viene sconfitto.

#### Bowser
Bowser tirerà dei dadi con tre o più simboli: due o più con la faccia dei giocatori e uno o più con la faccia di Bowser. In base a quanti dadi segnano la faccia di un giocatore il colpo sarà più potente (vale anche per Bowser!). A metà energia Bowser diventerà più grande e lancerà anche il suo dado, contrassegnato dalle facce dei Boss della porta di Bowser (incluso Bowser); in base al Boss che verrà fuori ci sarà un diverso attacco.

### Le rovine nella giungla di Donkey Kong
In questo tabellone si esplorano le rovine di un grande tempio. A metà del tabellone si dovrà affrontare un minigioco Diddy Kong e alla fine un minigioco Donkey Kong. Questo tabellone non include dei boss e si può sbloccare al museo per 500 Punti Party.

## Museo

### Costellazioni
Qui è possibile ripristinare nel firmamento celeste le ministelle che Bowser ha rubato. Ce ne sono 50, e ognuna costa 50 punti party.

#### I punti party
Nella Modalità Party viene assegnato 1 punto party per ogni ministella guadagnata. Nella modalità 1 giocatore, vengono inoltre assegnati alla fine 500 punti party extra. Ogni minigioco in Libertà giocato vale 1 punto party. Le gare dei minigiochi valgono sempre 10 punti party. Nel minigiochi Di che colore 6? si ottengono 2 punti party per ogni livello superato. Su Punto di vista vengono dati 2 punti party per ogni minigioco giocato, e un bonus di 100 punti party una volta vinti tutti.

### Varie
Le Rovine nella Giungla di DK, Livello COM Maestro e altre cose.

### Mezzi
Qui si possono acquistare nuovi mezzi da usare nei tabelloni.

### Suoni
Qui si possono acquistare le tracce sonore.

### Record
Qui si possono vedere i record dei minigiochi e di altre modalità.

### Riconoscimenti
Si possono vedere le persone che hanno lavorato al gioco.

## Extra

### Di che colore 6?
Questo gioco assomiglia molto a Tetris, ma l'obiettivo è distruggere le sfere stellate.

### Goombacalcio
Si gioca a calcio con un guscio Koopa e bisogna eliminare tutti e 7 i Goomba dell'avversario.

### Goombowling
Bisogna usare un guscio rosso come palla da Bowling. I Goomba sono i birilli, però si muovono.

### Punto di vista
Un set di 10 minigiochi giocabili in prospettiva "prima persona". All'inizio ce n'è solo uno, gli altri 9 vanno sbloccati completando quelli precedenti.